# Miss Grand Tailandia

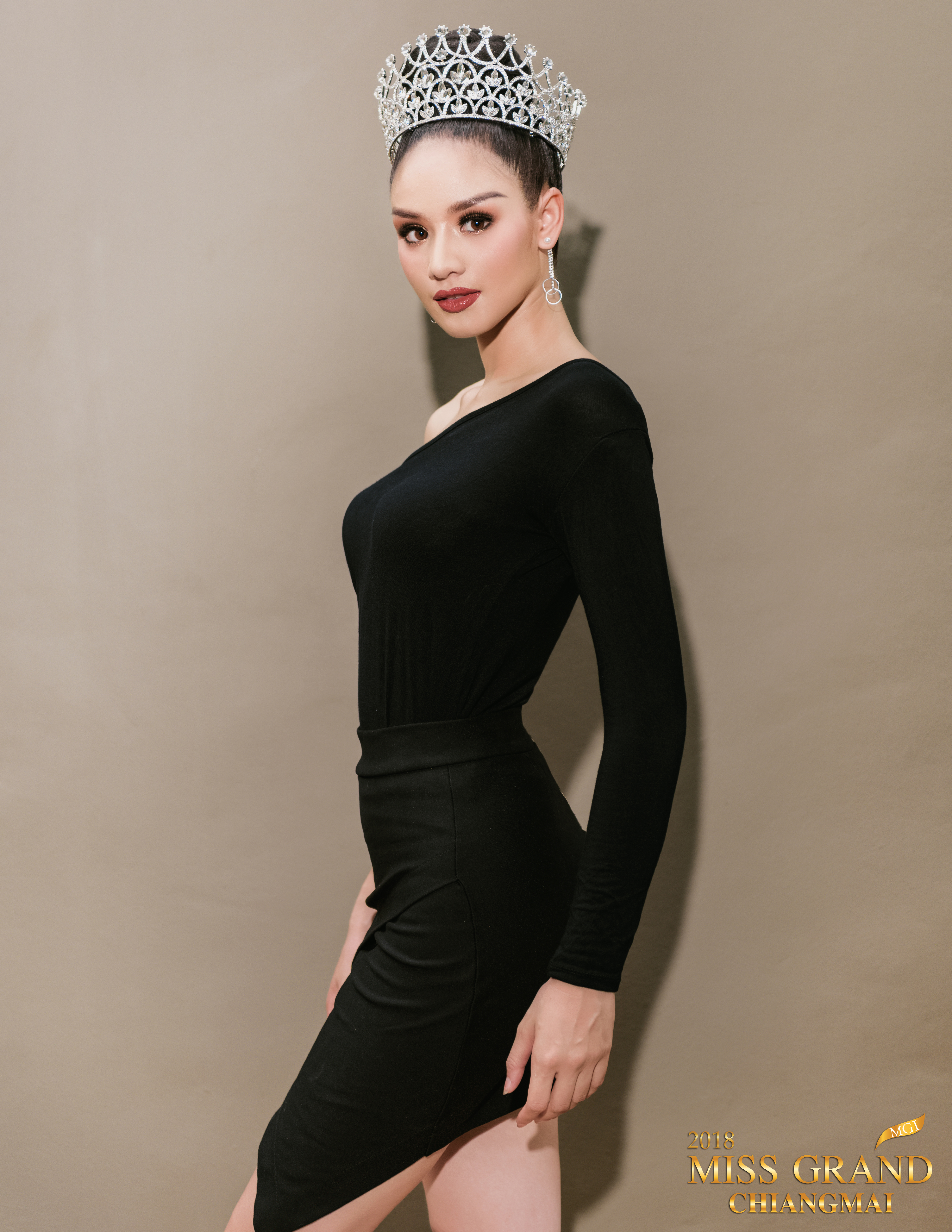
Ornchada Chaiyasarn — Miss Grand Chiang Mai 2018, concursante de Miss Grand Tailandia 2018.

Miss Grand Tailandia (en tailandés: มิสแกรนด์ไทยแลนด์) es un concurso de belleza nacional en Tailandia. Cada concursante representa únicamente a un provincia del país y la ganadora del título lo lleva por un periodo de alrededor de un año.
Miss Grand Tailandia es un concurso nuevo pero con una reconocible aceptación nacional. Los dueños actuales del certamen son la MC y hombre de negocios Nawat Itsaragrisil y Madame Theresa Chaivisut, empresaria estadounidense.Juntos conforman la Organización Miss Grand Tailandia, presidido por los mismos; dicha empresa organiza este concurso. Esta misma organización mantiene, comercia y agenda las actividades y necesidades de la portadoras del título, siendo su imagen principal la Miss Grand Tailandia en funciones.
La actual Miss Grand Tailandia es Saranrat Pueakpipat de Phuket.

## Ganadoras
| Año  | Ganadora                  | Provincia           | Edad | Altura | Lugar del evento                                           | Participantes                                 | Fecha                                         | Ref.                |
| ---- | ------------------------- | ------------------- | ---- | ------ | ---------------------------------------------------------- | --------------------------------------------- | --------------------------------------------- | ------------------- |
| 2025 | Saranrat Pueakpipat       | Phuket              | 28   | 1,70 m | MGI Hall, Bravo BKK Mall                                   | 77                                            | 29 de marzo de 2024                           |                     |
| 2024 | Malin Chara-anan          | Phuket              | 27   | 1,65 m | MGI Hall, Bravo BKK Mall                                   | 77                                            | 06 de abril de 2024                           |                     |
| 2023 | Thaweeporn Phingchamrat   | Chumphon            | 27   | 1,71 m | MGI Hall, Show DC Megacomplex                              | 77                                            | 29 de abril de 2023                           |                     |
| 2022 | Engfa Waraha              | Bangkok             | 27   | 1,71 m | MGI Hall, Show DC Megacomplex                              | 77                                            | 30 de abril de 2022                           |                     |
| 2021 | Indy Johnson              | Pathum Thani        | 23   | 1,75 m | Designación, sin concurso nacional celebrado.              | Designación, sin concurso nacional celebrado. | Designación, sin concurso nacional celebrado. |                     |
| 2020 | Patcharapon Chantarapadit | Ranong              | 22   | 1,70 m | Centro Internacional de Comercio y Exposiciones de Bangkok | 77                                            | 19 de septiembre de 2020                      |                     |
| 2019 | Arayha Suparurk           | Nakhon Phanom       | 25   | 1,75 m | Centro Internacional de Comercio y Exposiciones de Bangkok | 77                                            | 13 de julio de 2019                           | [ 5 ]               |
| 2018 | Namoey Chanaphan          | Phuket              | 24   | 1,80 m | Centro Internacional de Comercio y Exposiciones de Bangkok | 77                                            | 14 de julio de 2018                           | [ 6 ] [ 7 ]         |
| 2017 | Premika Pamela Pasinetti  | Krabi               | 24   | 1,76 m | Centro Internacional de Comercio y Exposiciones de Bangkok | 77                                            | 13 de julio de 2017                           | [ 8 ] [ 9 ]         |
| 2016 | Supaporn Malisorn         | Songkhla            | 22   | 1,75 m | Estadio Cubierto Huamark                                   | 77                                            | 26 de junio de 2016                           | [ 10 ] [ 11 ]       |
| 2015 | Rattikorn Kunsom          | Songkhla            | 22   | 1,72 m | Estadio Cubierto Huamark                                   | 50                                            | 12 de mayo de 2015                            | [ 12 ] [ 13 ]       |
| 2014 | Parapadsorn Disdamrong    | Nakhon Ratchasima   | 23   | 1,75 m | Bangkok Convention Center, Centara Grand Hotel             | 50                                            | 1 de junio de 2014                            | [ 1 ] [ 14 ] [ 15 ] |
| 2013 | Yada Theppanom            | Prachuap Khiri Khan | 21   | 1,69 m | Bangkok Convention Center, Centara Grand Hotel             | 37                                            | 7 de mayo de 2013                             | [ 1 ] [ 16 ] [ 17 ] |

## Representaciones internacionales por año
Clave de color;
- Ganadora
- Finalista
- Semifinalista
- Cuartofinalista

### Actuales

#### Miss Grand International
| Año  | Representante                | Provincia           | Posición      | Premios especiales | Ref           |
| 2022 | Engfa Waraha                 | Bangkok             | 1.ª finalista | - Mejor Traje Típico - Country's Power of the Year (1.ª finalista) - Top 10 - Mejor en Traje de Baño - Top 10 - Miss Voto Popular - Top 10 - Pre-Arrival |               |
| 2021 | Indy Johnson                 | Pathum Thani        | No clasificó  | - Mejor en Traje de Noche - Evento de Premios de Lotería - Top 20 - Mejor en Traje Típico - Top 20 - Mejor en Traje de Baño - Top 20 - Pre-Arrival       |               |
| 2020 | Patcharapon Chantarapadit    | Ranong              | Top 10        | - Mejor Traje Nacional - Top 20 – Mejor en traje de baño - Top 20 – How to get to know you in 1 minute Challenge                                         |               |
| 2019 | Arayha Suparurk              | Nakhon Phanom       | 2.ª finalista | - Desfile de Moda y Coronas - Top 10 – Mejor en traje de baño - Top 10 – Mejor Traje Nacional - Top 10 – Miss Voto Popular                               |               |
| 2018 | Namoey Chanaphan             | Phuket              | Top 20        | - Mejor en traje de gala - Top 12 – Mejor Traje Nacional - Top 10 – Pre-arrival Voting                                                                   | [ 18 ] [ 19 ] |
| 2017 | Pam Premika Pamela Pasinetti | Krabi               | Top 10        | - Miss Paradise Cave Heritage - Top 20 – Mejor Traje Nacional                                                                                            | [ 20 ]        |
| 2016 | Supaporn Malisorn            | Songkhla            | 2.ª finalista | - Top 10 – Mejor Traje Nacional | [ 10 ]        |
| 2015 | Rattikorn Kunsom             | Songkhla            | 4.ª finalista | - Top 20 – Mejor Traje Nacional | [ 21 ]        |
| 2014 | Parapadsorn Disdamrong       | Nakhon Ratchasima   | Top 10        | - Mejor en traje de baño - Top 20 – Mejor Traje Nacional                                                                                                 | [ 15 ]        |
| 2013 | Yada Theppanom               | Prachuap Khiri Khan | Top 20        | - Top 10 – Mejor Traje Nacional | [ 22 ]        |

#### Miss Intercontinental
| Año  | Representante         | Provincia           | Posición                   | Premios especiales                                         | Ref    |
|      |                       |                     |                            |                                                            |        |
| 2019 | Naruemon Kampan       | Chiang Mai          | Tercera finalista          | - Reina de Asia y Oceanía                                  |        |
| 2018 | Ingchanok Prasart     | Sakon Nakhon        | Top 20                     | - 1ª Finalista – Miss Playa Calatagan                      | [ 23 ] |
| 2017 | Sarucha Nilchan       | Prachuap Khiri Khan |                            | - 2ª Finalista – Mejor Traje Nacional                      | [ 24 ] |
| 2016 | Atitaya Khunnalapat   | Sing Buri           | Top 15                     | - Mejor Traje Nacional                                     |        |
| 2015 | Boonyanee Sungpirom   | Nakhon Pathom       | Top 17                     | - Miss Fotogénica - 2.ª finalista – Mejor en traje de gala |        |
| 2014 | Phataraporn Wang      | Bangkok             | Miss Intercontinental 2014 | - Miss Intercontinental Asia y Oceanía                     |        |
| 2013 | Keeratika Sawangjaeng | Phitsanulok         | Top 15                     |                                                            |        |

#### Miss Continentes Unidos
| Año  | Representante           | Provincia     | Posición          | Premios especiales                      | Ref |
| 2019 | Maneerat Daengprasert   | Trat          | Tercera finalista | - 1.ª finalista – Mejor Traje Nacional  |     |
| 2018 | Nantapak Kraiha         | Buri Ram      | Quinta finalista  | - Miss Fotogenia PhotoLab               |     |
| 2017 | Thaweeporn Prinkchumrud | Chanthaburi   | Tercera finalista | - Miss Fotogenia - Mejor Traje Nacional |     |
| 2016 | Boonyanee Sangpirom     | Nakhon Pathom | Top 10            |                                         |     |
| 2014 | Nuralaila Binmamah      | Narathiwat    |                   |                                         |     |

#### Miss Turismo Internacional
| Año  | Representante               | Provincia           | Posición                                                                   | Premios especiales                                                            | Ref |
| 2021 | Juthamas Meksere            | Chiang Rai          |                                                                            |                                                                               |     |
| 2020 | Patchaploy Rueandaluang     | Nakhon Si Thammarat | Primera finalista (Miss Tourism Queen of the Year International 2020/2021) |                                                                               |     |
| 2019 | Chompoonuch Puengpon        | Phang Nga           | Top 6 (Miss South East Asia Tourism Ambassadress 2019/2020)                | - Miss D'swiss Beauty - Miss Sogo Trendscenter                                |     |
| 2018 | Methawee Theeraleekul       | Sa Kaeo             |                                                                            | - Miss Fitness Concept mejor físico                                           |     |
| 2017 | Kamolrat Thanont            | Sisaket             | Quinto finalista (Miss Southeast Asia Tourism Ambassador 2017/2018)        | - Mejor Traje Nacional - Señorita Encanto Secreto                             |     |
| 2016 | Pinicha Kitkasempongsa      | Chon Buri           |                                                                            | - Mejor en traje de gala - Mejores Redes Sociales - Top 10 – Mejor en Talento |     |
| 2014 | Warangkanang Wutthayangkorn | Nakhon Sawan        | Primera finalista (Miss Tourism Queen of the Year International 2014/2015) | - La mejor sonrisa - Miss Focus Point Dazzling - Best Catwalk                 |     |

#### Top Model of the World
| Año  | Representante       | Provincia     | Posición      | Premios especiales | Ref |
| 2017 | Boonyanee Sungpirom | Nakhon Pathom | Top 10        |                    |     |
| 2016 | Anchana Archklom    | Phetchaburi   | 2.ª finalista |                    |     |

#### The Miss Globe
| Año  | Representante          | Provincia        | Posición | Premios especiales                                                                | Ref |
| 2019 | Sirirat Na Ubon        | Ubon Ratchathani |          | - Miss Dream Girl of the World - 2.º Lugar – Talent Show - Miss Biquini (Grupo 2) |     |
| 2018 | Jiratchaya Suk-Inta    | Nakhon Pathom    |          |                                                                                   |     |
| 2017 | Chatchadaporn Kimakorn | Ratchaburi       | Top 15   |                                                                                   |     |
| 2016 | Pinicha Kitkasempongsa | Chon Buri        | Top 10   | - Señorita Popular Voto - Señorita Elegancia                                      |     |

#### Face of Beauty International
| Año  | Representante      | Provincia | Posición                          | Premios especiales                                               | Ref |
| 2019 | Peerachada Khunrak | Nan       | Face of Beauty International 2019 | - Mejor en traje de baño - Miss APC Smile - Miss People’s choice |     |

#### Miss Landscape International
| Año  | Representante      | Provincia | Posición | Premios especiales | Ref |
| 2019 | Chinthita Wilailak | Nan       |          |                    |     |

#### Miss Tourism of the Year International
| Año  | Representante            | Provincia    | Posición | Premios especiales       | Ref |
| 2017 | Nararin Pimpisarn        | Sa Kaeo      |          | - Mejor Traje Nacional   |     |
| 2016 | Kancharat Tantirittiporn | Mae Hong Son |          |                          |     |
| 2015 | Chonthicha Imjunya       | Chon Buri    |          | - Mejores Redes Sociales |     |

#### Miss Tourism Metropolitan International
| Año  | Representante     | Provincia | Posición                                     | Premios especiales                                                                   | Ref |
| 2019 | Nutthida Puengnum | Ranong    |                                              | - Mejor en Ropa Deportiva - Top 5 – Mejor Traje Nacional - Top 13 – Mejor en Talento |     |
| 2016 | Amanda Obdam      | Phuket    | Miss Tourism Metropolitan International 2016 | - Miss Fotogénica - Top 10 – Mejor en Talento                                        |     |

#### Miss Southeast Asia Ambassador
| Año  | Representante    | Provincia           | Posición                            | Premios especiales         | Ref |
| 2015 | Yada Theppanom   | Prachuap Khiri Khan | Miss Southeast Asia Ambassador 2015 |                            |     |
| 2015 | Kobkul Bunreaung | Khon Kaen           |                                     | - Top 7 – Mejor en Talento |     |

### Anterior

#### Miss Chinese World
| Año  | Representante        | Provincia | Posición | Premios especiales | Ref |
|      |                      |           |          |                    |     |
| 2017 | Prapaporn Matip      | Phayao    | Top 5    |                    |     |
| 2021 | Nutnicha Srithongsuk | Mukdahan  | TBA      |                    |     |

#### Miss Supranational
| Año  | Representante           | Provincia           | Posición     | Premios especiales                                                  | Ref |
| 2016 | Chatchadaporn Kimakorn  | Ratchaburi          |              | - 28° Lugar – Miss Supranational - Top 10 (6° Lugar) – Miss Mobstar |     |
| 2015 | Tharathip Sukdharunpatr | Roi Et              |              |                                                                     |     |
| 2014 | Parapadsorn Disdamrong  | Nakhon Ratchasima   | 1ª Finalista |                                                                     |     |
| 2013 | Thanyaporn Srisen       | Nakhon Si Thammarat | Top 20       |                                                                     |     |

#### Miss Tierra
| Año  | Representante | Provincia | Posición | Premios especiales                                                                                     | Ref |
| 2014 | Sasi Sintawee | Songkhla  | Top 16   | - Mejor video de eco-belleza - Mejor en ropa de cóctel - Mejor en traje de baño - Mejor ropa de resort |     |

#### Miss Eco International
| Año  | Representante     | Provincia        | Posición | Premios especiales                                             | Ref |
| 2021 | Juthamas Meksere  | Chiang Rai       | Top 10   | - Miss Top Model - Mejor ropa de resort - Mejor Traje Nacional |     |
| 2017 | Chanita Juntanetr | Ubon Ratchathani | Top 20   | - La mejor sonrisa - Miss Eco Dress                            |     |